# Marielle Molander
Marielle Molander (* 27. März 1990) ist eine schwedische Biathletin.
Molander war zunächst für Graninge Alliansen aktiv und tritt seit 2010 für den Spitzclub I 21 IF an. Ihre ersten internationalen Einsätze hatte sie zum Auftakt der Saison 2008/09 in Idre, wo sie in zwei Sprintrennen 68. und 48. wurde. Die nächsten internationalen Einsätze hatte sie bei den Biathlon-Juniorenweltmeisterschaften 2008 in Canmore. Mit den Rängen 18 im Einzel, 13 im Sprint und 12 in der Verfolgung sowie an der Seite von Åsa Lif und Ingela Andersson als Neunte des Staffelrennens erreichte sie gute Resultate. Weniger gut verliefen die Biathlon-Juniorenweltmeisterschaften 2010 in Torsby, wo Molander 52. in Einzel und Sprint sowie 53. der Verfolgung wurde. Mit einem 20. Platz im Einzel, Rang 51 im Sprint, 43 in der Verfolgung und Åsa Lif und Ingela Andersson 14 im Staffelrennen waren die Resultate bei den Biathlon-Juniorenweltmeisterschaften 2011 in Nové Město na Moravě etwas besser. Bei den Schwedischen Meisterschaften im Biathlon 2012 in Östersund gewann sie an der Seite von Elisabeth Högberg und Helena Ekholm mit der Staffel ihres Vereins den Titel.